# Venom '96
Venom '96 è un EP dei Venom. Fu pubblicato, come si capisce dal nome, nel 1996, in occasione della reunion della band. Contiene 5 tracce di cui 1 inedita, The Evil One, che sarà successivamente ripubblicata nell'LP Cast in Stone.

## Tracce
1. Seven Gates of Hell
2. Welcome to Hell
3. In Nomine Satanas
4. Black Metal
5. The Evil One